# Noviomagus Lexoviorum
Noviomagus Lexoviorum est le nom de la capitale du peuple des Lexoviens, à l'emplacement de la ville actuelle de Lisieux, dans le département français du Calvados.
Avant leur installation sur l'emplacement romain, les Lexoviens vivent sur un site à quelques kilomètres à l'ouest plus aisément défendable, l'oppidum du Castellier. Après la conquête romaine, le vicus déménage pour un site localisé en plaine proche d'un port gaulois. Construit sur un plan orthogonal, il atteint son apogée au IIe siècle.

## Localisation
La civitas se situe le long de deux cours d'eau : le fleuve Touques et la rivière Orbiquet.
La cité de Noviomagus Lexoviorum est située à 28 km de La Manche. 
Selon François Cottin, le castrum enveloppait au nord l'emplacement de la cathédrale Saint-Pierre, au sud elle ne dépassait pas le boulevard Sainte-Anne, tandis que la partie ouest se situait entre la rue du Pont-Mortain et l'avenue Victor-Hugo.

## Histoire

Localisation de Lisieux pendant le Haut-Empire romain.

Localisation de Lisieux pendant le Bas-Empire romain.

Avant la conquête romaine, les Lexoviens sont installés à 3 km au sud-ouest de la Lisieux actuelle dans l'oppidum du Castellier. Il sert de centres dans plusieurs domaines : artisanales, commerciales et religieuses. Ce peuple occupe le pays d'Auge, situé entre le fleuve Dives et la rivière Risle. Jules César les mentionne comme des Armoricains.
Pendant la guerre des Gaules, en 56 av. J.-C., les habitants localisés sur le site de l'oppidum auraient massacré leurs dirigeants (probablement pro-romains) et fermé les portes de l'oppidum à l'armée romaine. Les élites de la localité ayant été pro-romaines, après la défaite gauloise, la ville garde ses propres institutions.
À l'époque d'Auguste, les habitants passent de l'oppidum vers une nouvelle ville : Noviomagus Lexoviorum. Noviomagus vient du latin magus qui signifie « marché », ce qui donne « nouveau marché des Lexoviens » dans son nom complet. Elle est proche d'un port fluvial, peut être déjà présent avant l'installation de la ville gallo-romaine. Elle est probablement réalisée selon l'organisation romaine à savoir un plan orthogonal.
Le vicus atteint son apogée au IIe siècle. À cette époque, les artisans sont installés au cœur de la cité et les édifices construits sont connus. Les quartiers d'habitation sont localisés à l'est et à l'ouest sur la colline. Ce lieu est également un carrefour pour les routes du secteur et un centre de commerce majeur.
Au IIIe siècle, de violents incendies touchent la localité, peut être en raison d'attaques menées par des pirates saxons. Des fortifications sont construites pour défendre la cité. Le vicus se transforme en castrum d'une dimension de 400 m de longueur pour 200 m de largeur, les éléments défensifs sont percés par plusieurs portes. La superficie est de 8 hectares. Les défenses s'appuient pour le côté occidental sur la rivière Orbiquet et sur le côté oriental sur la forêt de Rathoune. À la fin de ce siècle, la localité change de nom en Civitas Lexoviorum.
À la fin du IVe siècle, le castrum semble être la dixième ville de Seconde Lyonnaise d'après Christian Pilet en s'appuyant sur la Notitia dignitatum.

## Infrastructures
Un port devait déjà exister à l'époque romaine, mais dont l'emplacement n'est pas connu en 1959.
Deux aqueducs aliment la ville en eau douce pendant l'Antiquité. Un des deux aqueducs se situe sur la commune de Saint-Désir au nord ouest de l'actuelle Lisieux. D'autres éléments sont découverts dans les communes de Le Grais, de Beuvillers, de Lisieux près de la muraille du Bas-Empire et dans la vallée de l'Orbiquet.
Un autel avec quatre divinités (deux Hercule, un Mercure et un avec trois personnages debout) est découvert au XVIIe siècle.
Des vestiges d'une voie romaine sont également présents dans la médiathèque André-Malraux.

### Oppidum du Castellier
L'oppidum est localisé sur une ancienne route menant à Jort. Florence Delacampagne évoque une superficie de 200 ha en pente douce orientée vers le sud-est, Patrice Lajoye estime cette superficie à 160 hectares. L'espace occupé ferait de cet oppidum en ferait l'un des plus importants de la Gaule.
Un mur de protection de type murus gallicus composé de poutres en bois et d'un mélange de terre et de pierre, est installé au nord, complété par un fossé, il date de l'époque La Tène D,,. Le reste de la communauté est protégé par le relief naturel. Une route menant à Jort passe au pied de l'oppidum. La densité de l'habitat nous est inconnue.
Lors de la guerre des Gaules, les habitants de l'oppidum ferment les portes à l'armée romaine. À l'époque d'Auguste, les habitants passent de l'oppidum vers une nouvelle ville : Noviomagus Lexoviorum.
Au XIVe siècle, un haras est bâti sur le site.

### Théâtre gallo-romain
Le théâtre au nord-ouest de l'actuelle Lisieux. L'édifice est à la fois un théâtre et un amphithéâtre.
Il s'agit du seul vestige situé à l'est d'un complexe plus large, probablement un sanctuaire rural localisé sur le site du « Vieux-Lisieux », explication développée dès les années 1980,. Le lieu semble déjà utilisé dès l'époque gauloise, le sanctuaire-théâtre date probablement IIIe siècle selon François Cottin et ressemble à ceux situés à Autun, à Berthouville, à Drevant, à Sanxay ou au Vieil-Évreux,. Dans la Gaule romanisée, les théâtres s'appuient souvent le relief naturel. Le coût de construction de ce type de bâtiment est très élevé pendant l'Antiquité. À l'inverse, Patrice Lajoye pense que le site avait des rues et des quartiers. La largeur des rues est évaluée à 10-15 m, la présence d'un aqueduc est attestée.
Le théâtre a peut être bénéficié d'une restauration sous le Bas-Empire d'après François Cottin. Au XIIe siècle, des matériaux du théâtre sont réutilisés pour construire une ferme sur les structures du mur de scène. Dès le XVIIe siècle, Nicolas-Claude Fabri de Peiresc, érudit français, visite le site sur recommandation des populations locales. La première découverte concernant le théâtre gallo-romain est réalisée en 1770, mais personne ne cherche à dater l'édifice,. D'autres sondages ont lieu mais sans donner de suite. Au début du XIXe siècle, Arcisse de Caumont lui donne à tort une forme d'amphithéâtre. Des publications sur des sondages sont effectuées en 1927 ou 1928 par l'abbé Simon. Dans la seconde moitié du XXe siècle, des pilleurs équipés de détecteurs de métaux passent régulièrement sur le site. En 1995, la construction d'un terrain de volley-ball est projeté sur le site. Cependant l'absence de fouilles ne permet pas de préciser l'histoire et l'évolution de l'édifice,.
L'édifice est bâti au-dessus d'un cours d'eau d'une largeur de 3 m. Des travaux importants de maçonnerie sont nécessaires pour compenser les creux du relief naturel. La cavea se situe sur la rive gauche du ruisseau et a une forme d'ellipse,. Les gradins et l'hémicycle du théâtre se situent sur le flanc de la colline et ont un fort dénivelé,. La scène sur la rive droite et les dépendances du théâtre se situent le long de la rive droite du ruisseau le Merderet,.
Les combats de gladiateurs ou de bestiaires ont lieu dans l'orchestra.

Théâtre gallo-romain de Lisieux
Le théâtre se situe à l'ouest de la ville moderne.
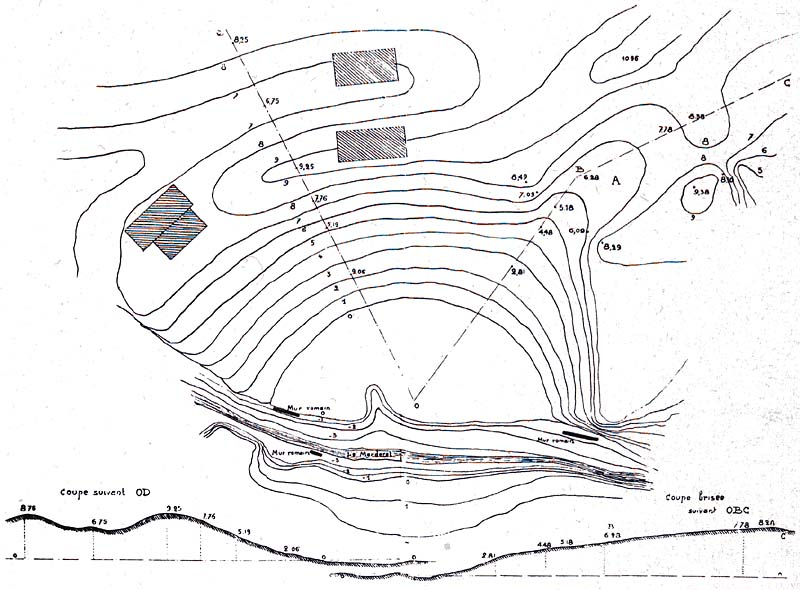
Plan en courbes de niveau du théâtre gallo-romain du Vieux-Lisieux (nord vers le bas) en 1911 d'après Raymond Lantier.
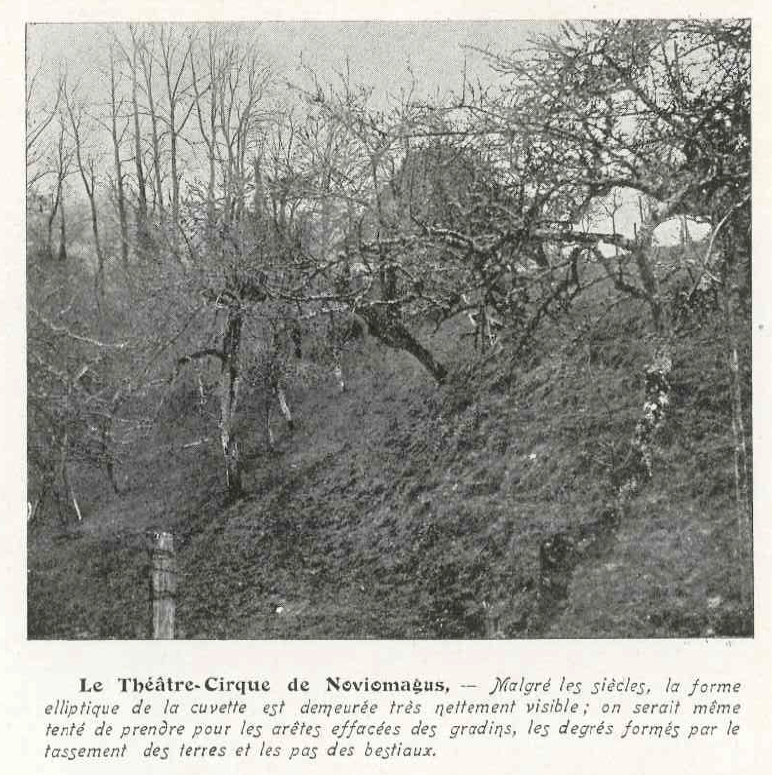
Théâtre au début du XXe siècle.
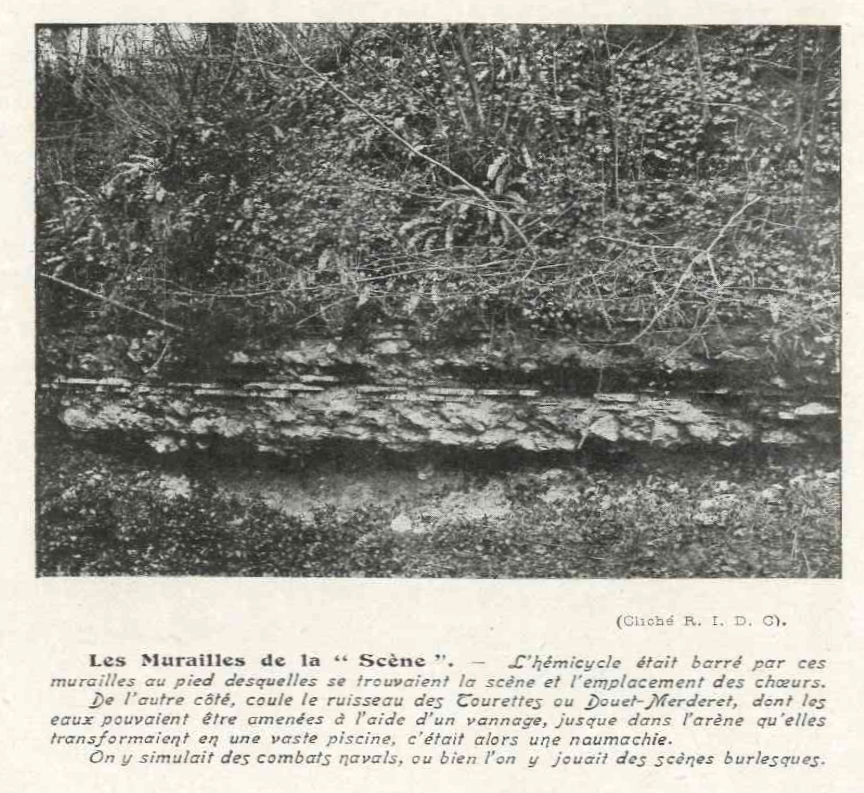
Vue de la scène au début du XXe siècle.
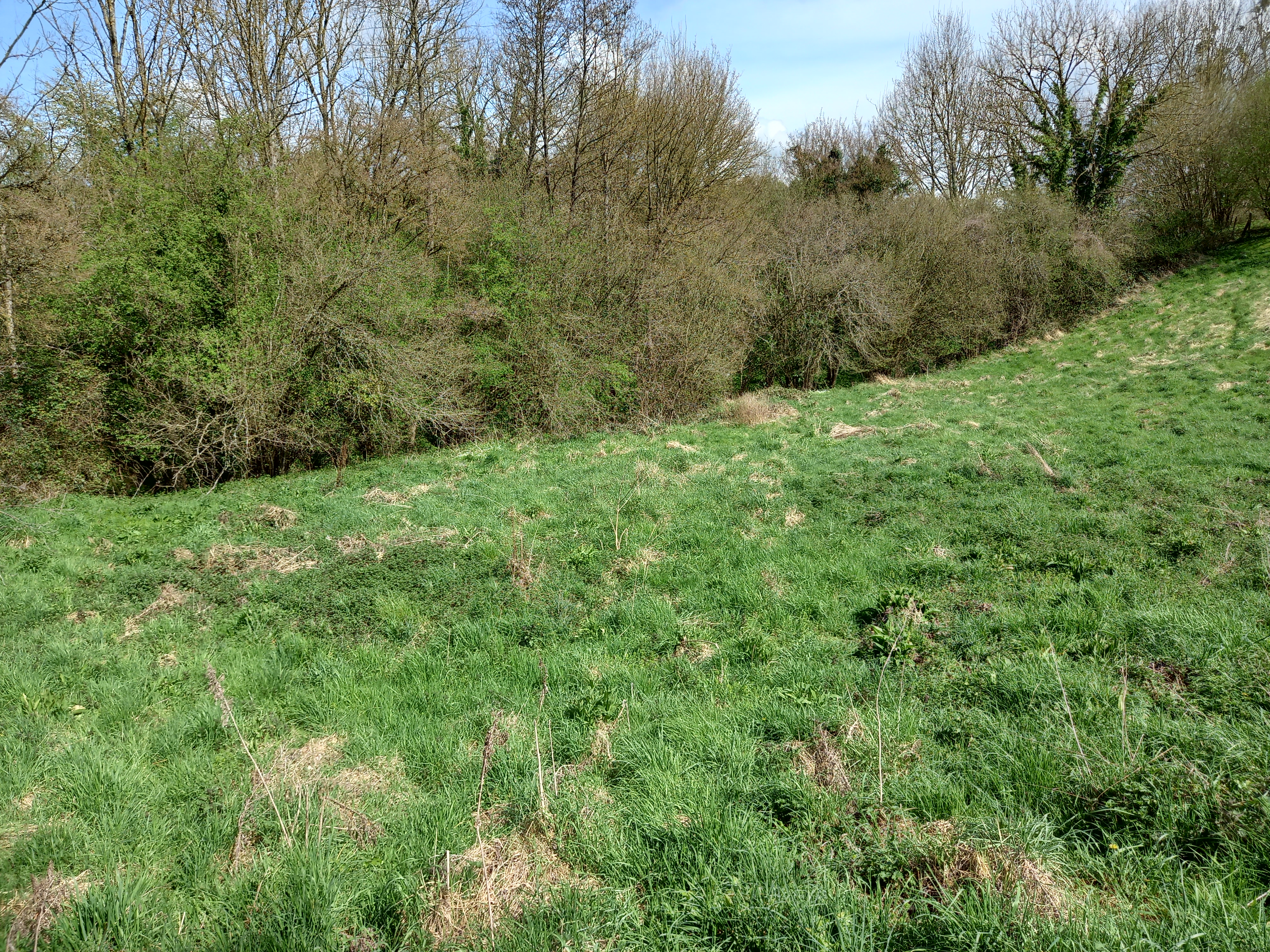
Vue de la scène au XXIe siècle.
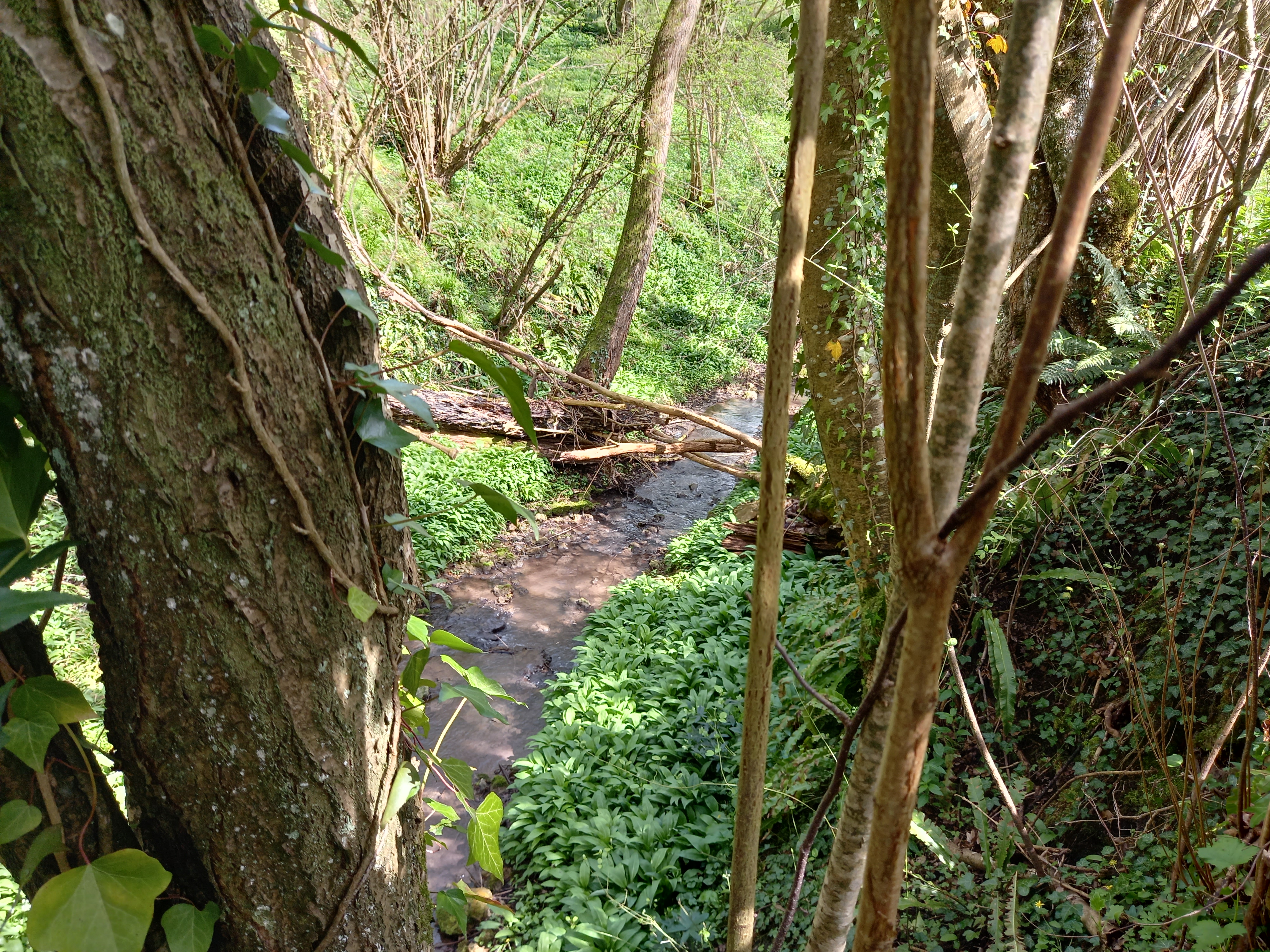
Rivière Merderet derrière la cavea.

### Édifice thermal

Plan des thermes et de l'habitat proche.

L'édifice est daté du premier quart du IIe siècle. Il est modifié au milieu de ce même siècle, puis subit encore des travaux à la fin du siècle. Les thermes se situent près du decumanus maximus. Deux aqueducs semi-enterrés alimentent le bâtiment, dont un à l'ouest de l'édifice.
Les premières découvertes concernant cet édifice sont effectuées en 1967. De nouvelles fouilles dirigées par Claude Lemaître sont réalisées entre 1978 et 1982.
Le bâtiment est organisé sous forme de thermes doubles avec une partie réservée aux hommes et l'autre aux femmes. L'organisation interne se fait sous forme de rayonnement et non d'une succession de pièces. Quatre salles sont reliées à un couloir et quatre autres sont liées entre elles. Une des pièces est un palestre en terre battue de forme trapézoïdale. Une autre pièce décoré par des fleurs sur un fond révèle révèle un hypocauste. Un portique est découvert au nord du site. La partie réservée aux hommes devait comportée des peintures, mais cette partie du bâtiment est détruite dès le Moyen Âge. La partie réservée aux femmes possède des décors de végétaux et d'animaux.
L'édifice est mis au jour pendant une campagne archéologique se déroulant entre 1978 et 1982. Des monnaies sont découvertes lors de la fouille des couches ayant subi des destructions.
En face des thermes, les habitations sont plus anciennes. Elles datent de 50-75, mais probablement de l'époque flavienne. Elles ont remplacé des habitations déjà existantes. 

### Muraille du Bas-Empire
Une muraille datant du Bas-Empire est découverte. Sa forme est rectangulaire avec des côtés de 400 m sur 200 m. Elle s'appuie sur la rivière Orbiquet et son port côté occidental et sur la forêt de Rathoune côté oriental. Des fossés devaient être présents, ils correspondent pour la partie méridionale et oriental aux boulevards Sainte Anne, Jeanne d'Arc et Émile Demagny. Les fouilles menées ont permis de relever l'existence dune palissade rue Pont-Mortain afin de protéger la base de la muraille et de permettre de mener au chemin de ronde extérieur. Des éléments de maçonnerie défensifs sont également découverts à l'emplacement de l'ancienne rue de la Petite-Couture, tracé probablement de l'ancienne voie romaine menant à Vieux. La brique semble avoir été le matériau utilisée pour construire le mur. Trois portes sont présentes pour traverser la muraille dont les portes d'Orbec et à l'est de Paris au sud. Au Moyen Âge, après la période romaine, ces deux dernières sont encore utilisées.

Muraille du Bas-Empire
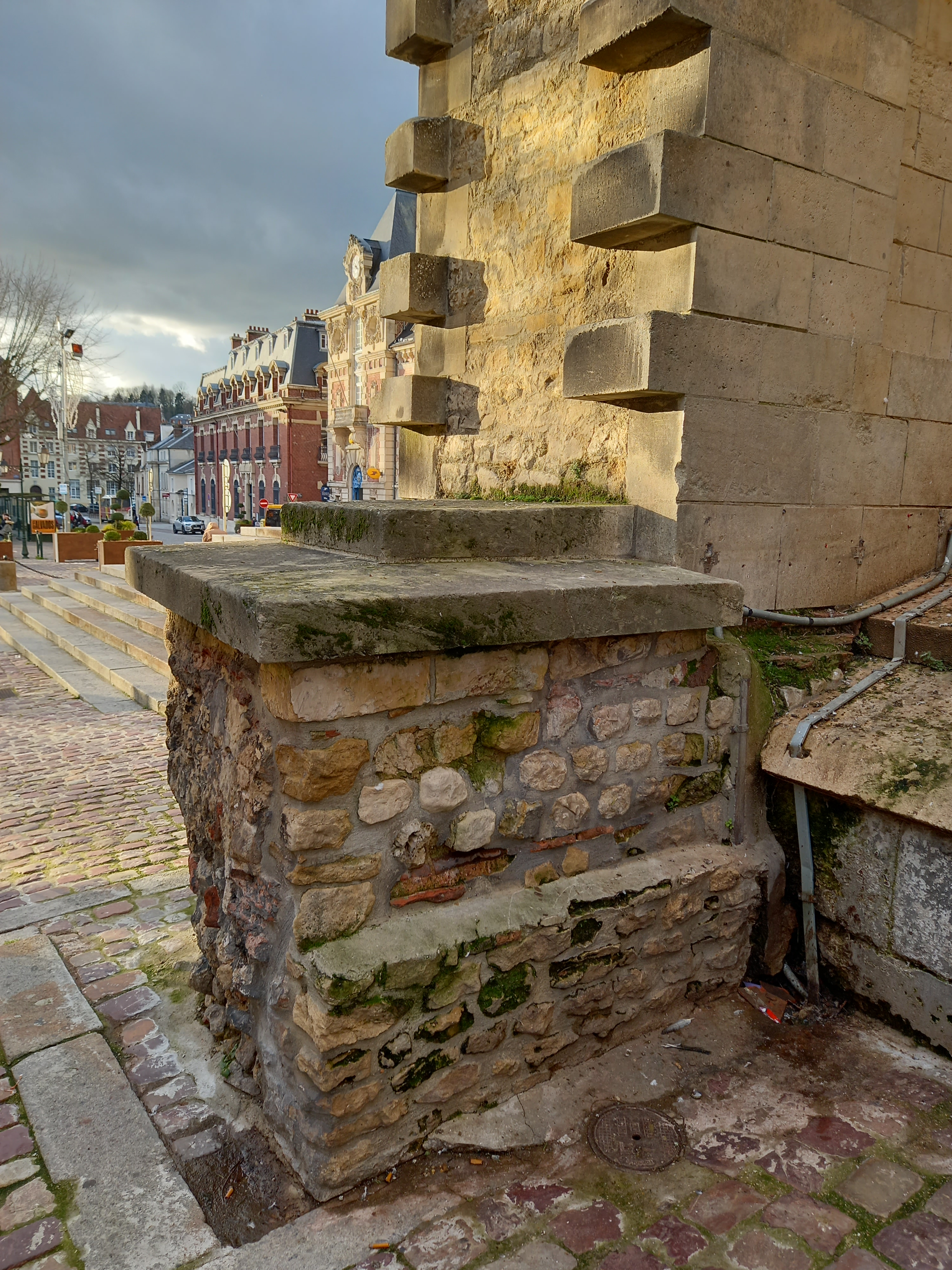
Fragment de la muraille du Bas-Empire.
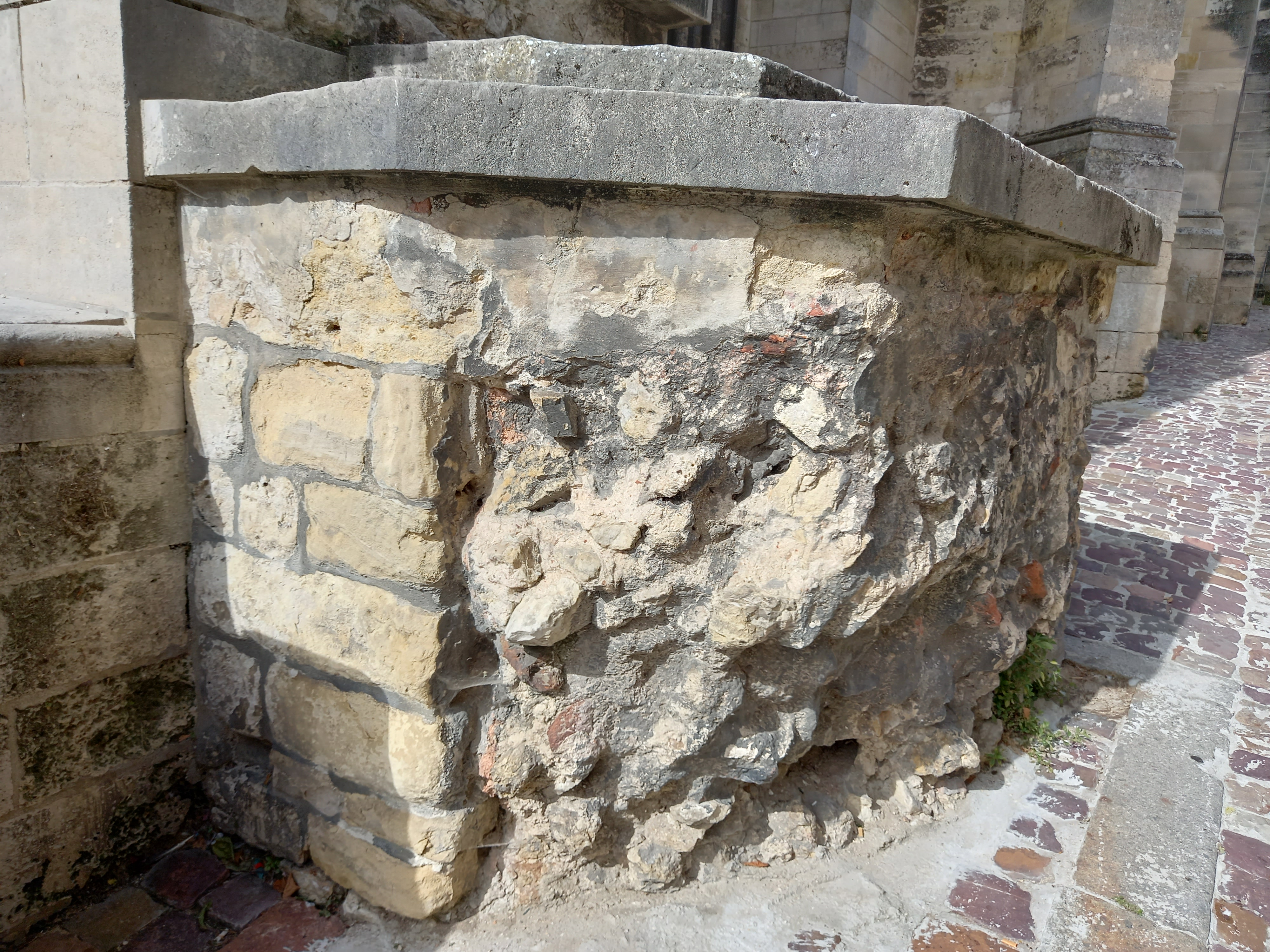
Fragment de la muraille du Bas-Empire non restauré.
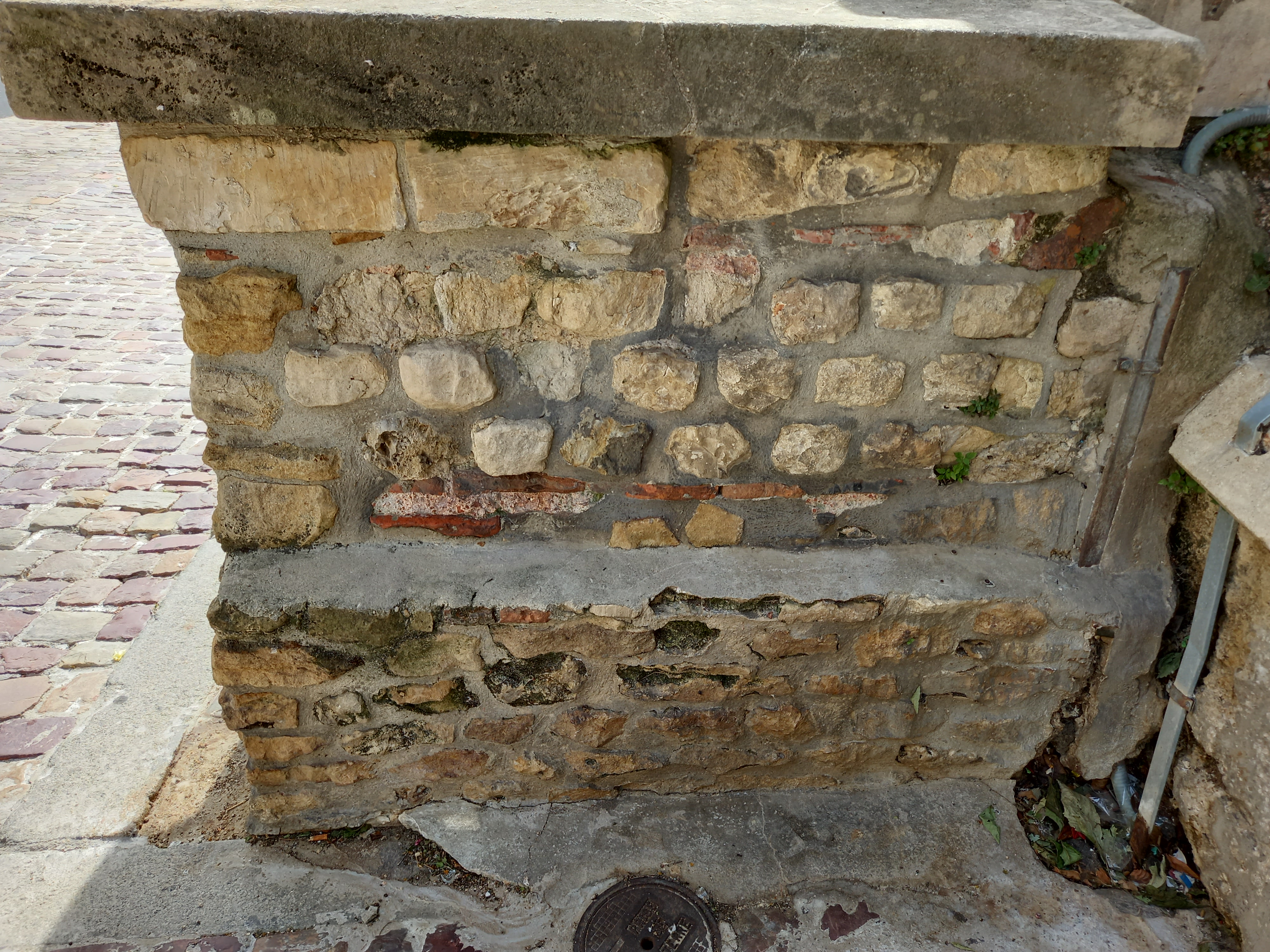
Zoom sur un fragment de la muraille.

## Historiographie et archéologie

### Historiographie
Le lieu est déjà évoqué dans le Commentaires sur la guerre des Gaules de Jules César mais pour le premier site des Lexoviens : l'oppidum du Castellier.
La Notitia dignitatum évoque la localité pour la placer à la dixième place de la Seconde Lyonnaise.
Anne Claude de Caylus, antiquaire français du XVIIIe siècle, est le premier à évoquer la présence d'un théâtre gallo-romain sur le site dans son ouvrage Recueil d'antiquités en 1784.

### Archéologie
L'archéologie ne permet pas de bien connaître la période de l'Empire romain. Les raisons principales en sont les conditions topographiques dues aux deux cours d'eau du secteur : le fleuve Touques et la rivière Orbiquet. Les principaux bâtiments de la cité ne sont pas connues, à l'image du forum.
En 1770, les premiers sondages sont menées sur le théâtre gallo-romain de Lisieux, mais l'édifice ne sera jamais entièrement fouillé.
La destruction de Lisieux en juin 1944 à la fin de la Seconde Guerre mondiale, puis sa reconstruction ont permis de mener de nombreuses fouilles archéologiques pour révéler son passé. Les travaux d'enlèvement des débris sont effectués très rapidement principalement en dehors du castrum. La surveillance des travaux de dégagement des débris et de reconstruction de la ville est menée par François Cottin.

Lisieux après les bombardements alliés de juin 1944
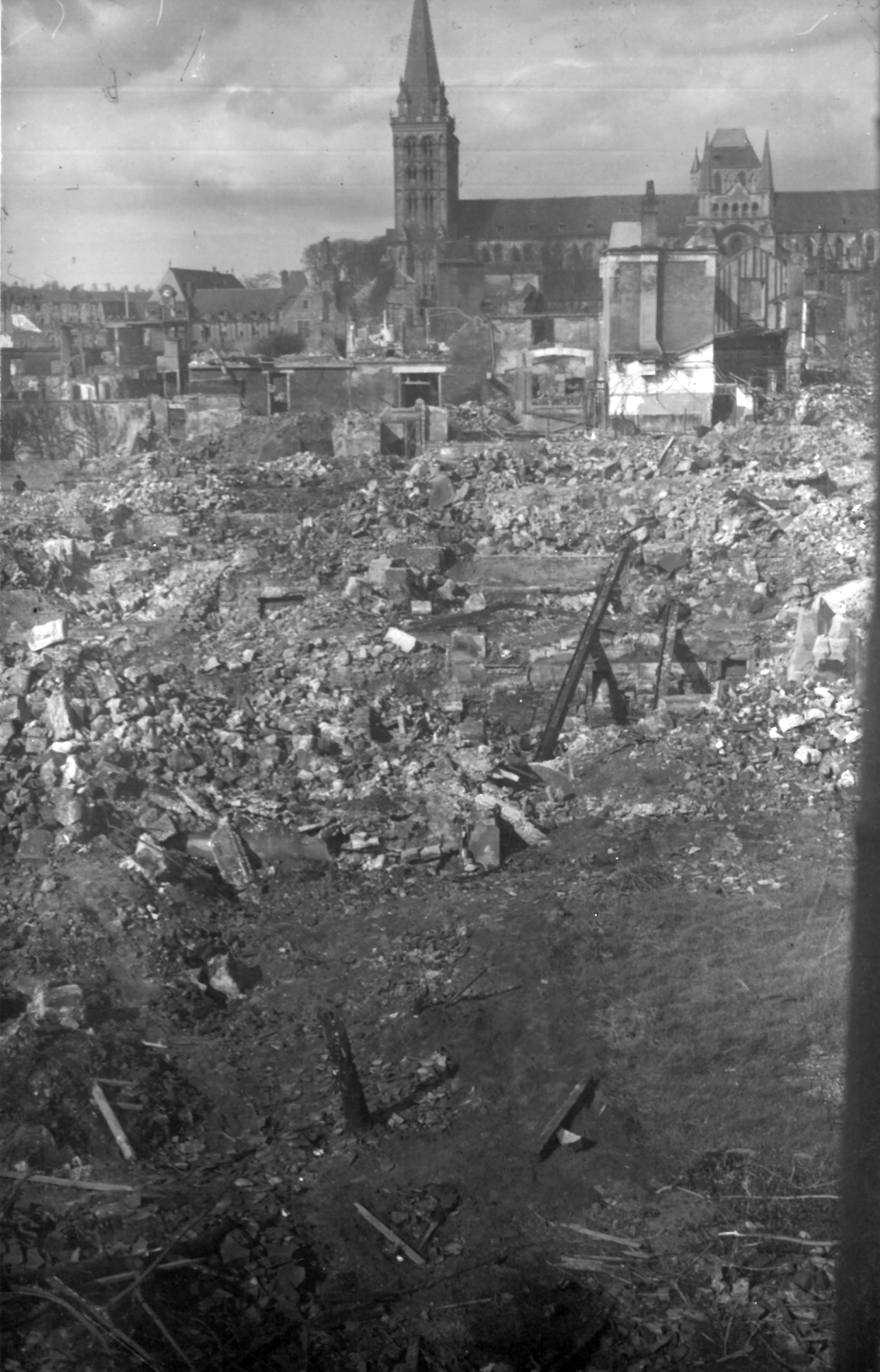
Centre-ville. À l'arrière-plan : à gauche le palais épiscopal, au centre et à droite la cathédrale Saint-Pierre.
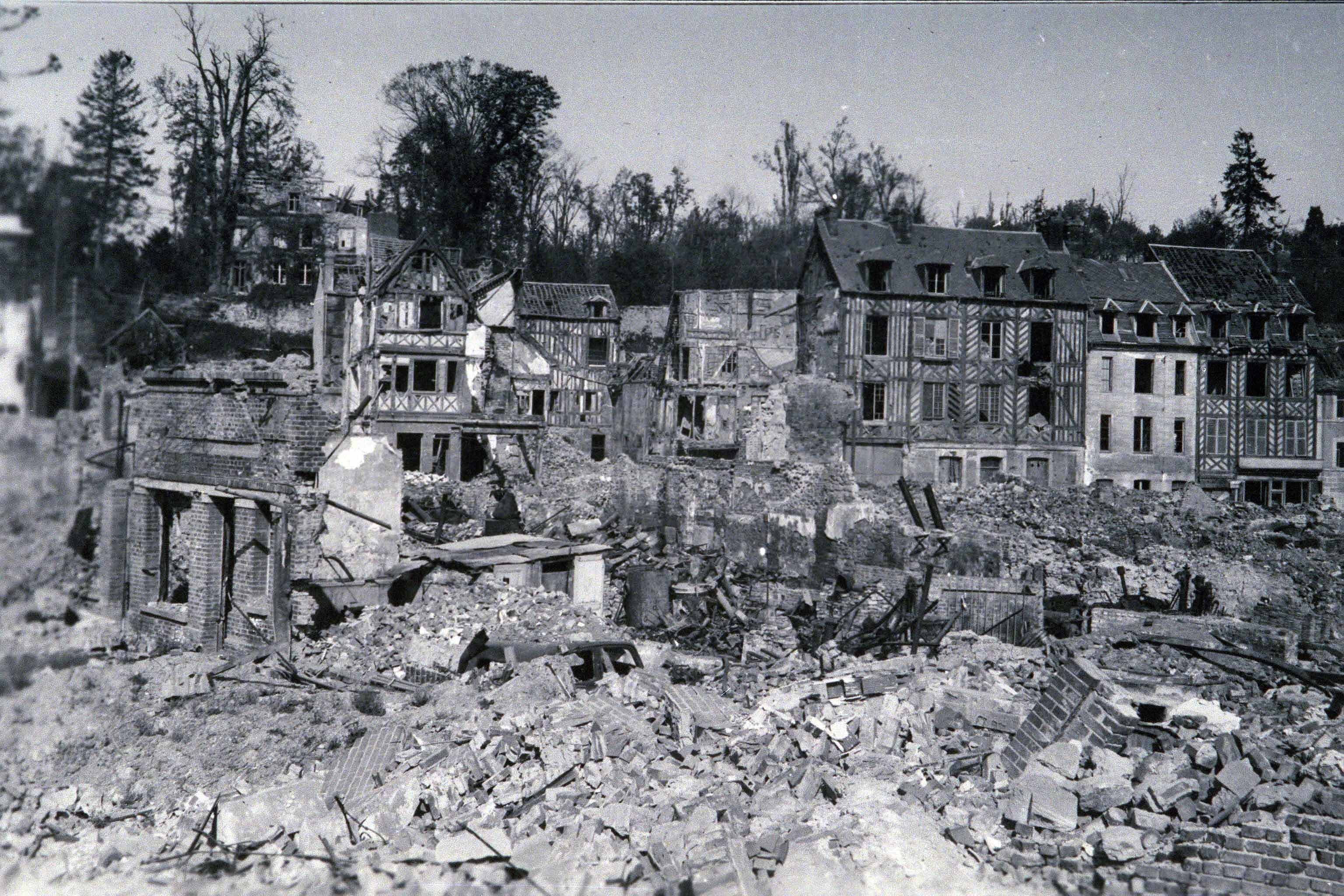
Boulevard Pasteur.
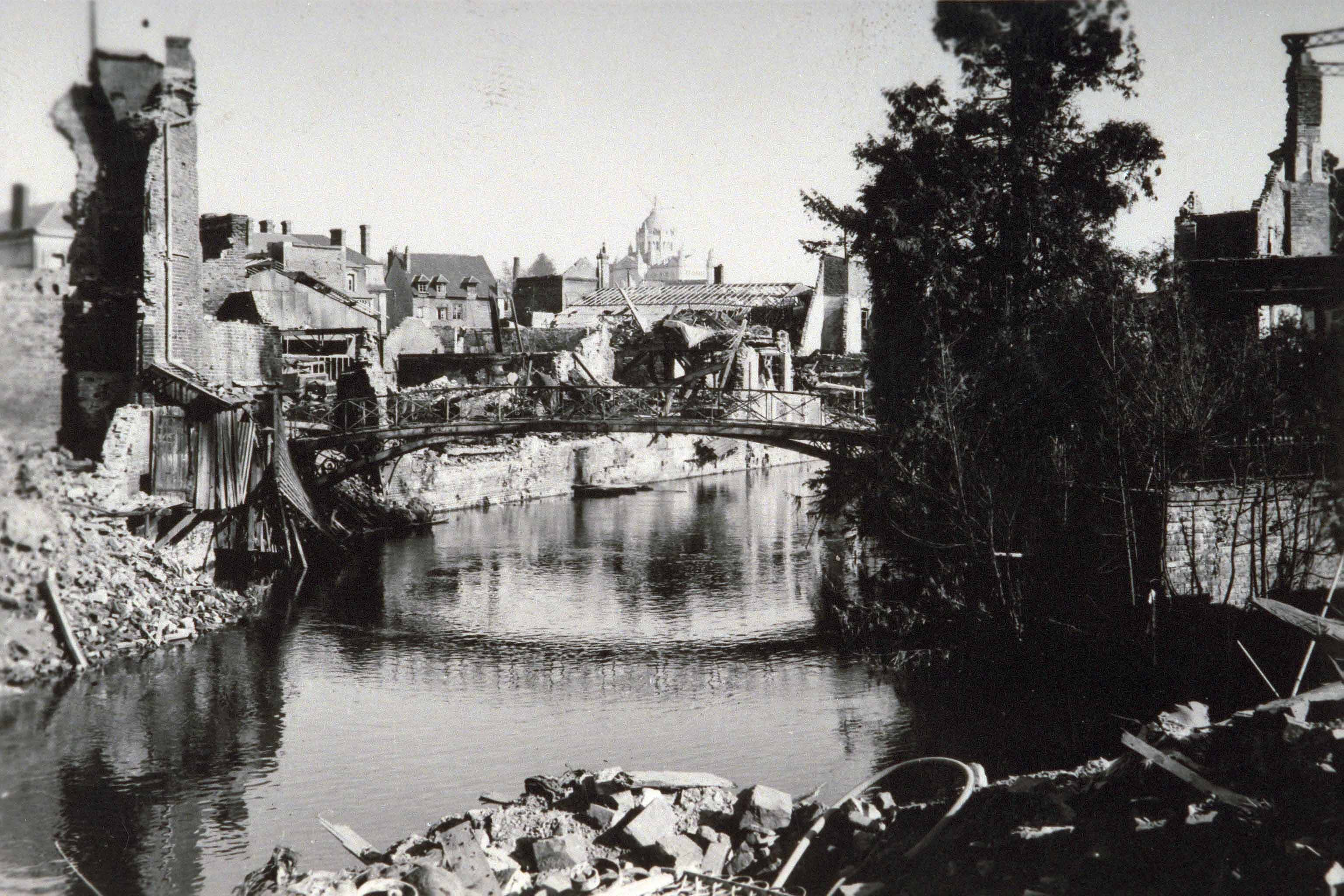
Fleuve Touques.
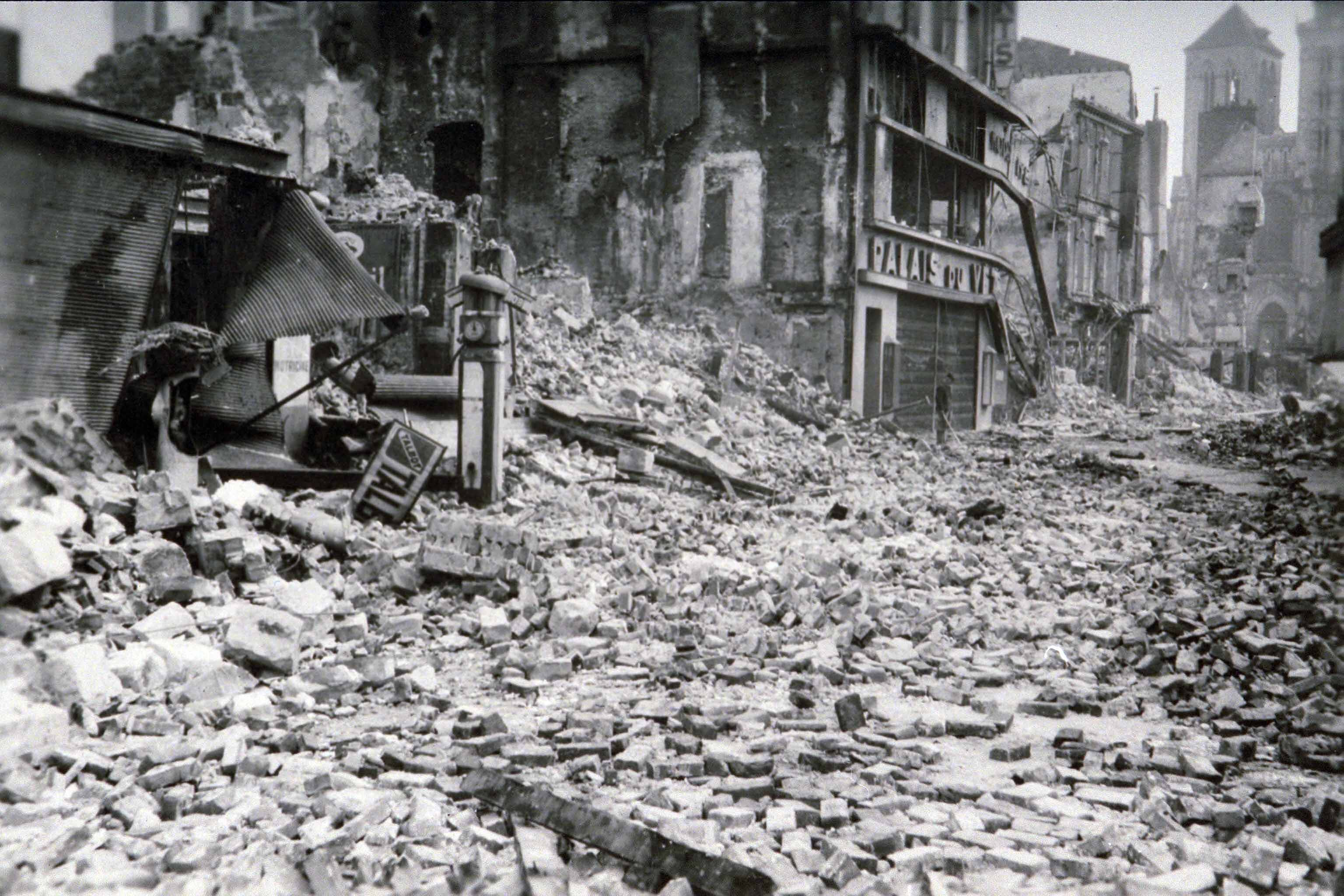
Rue Henry-Chéron.
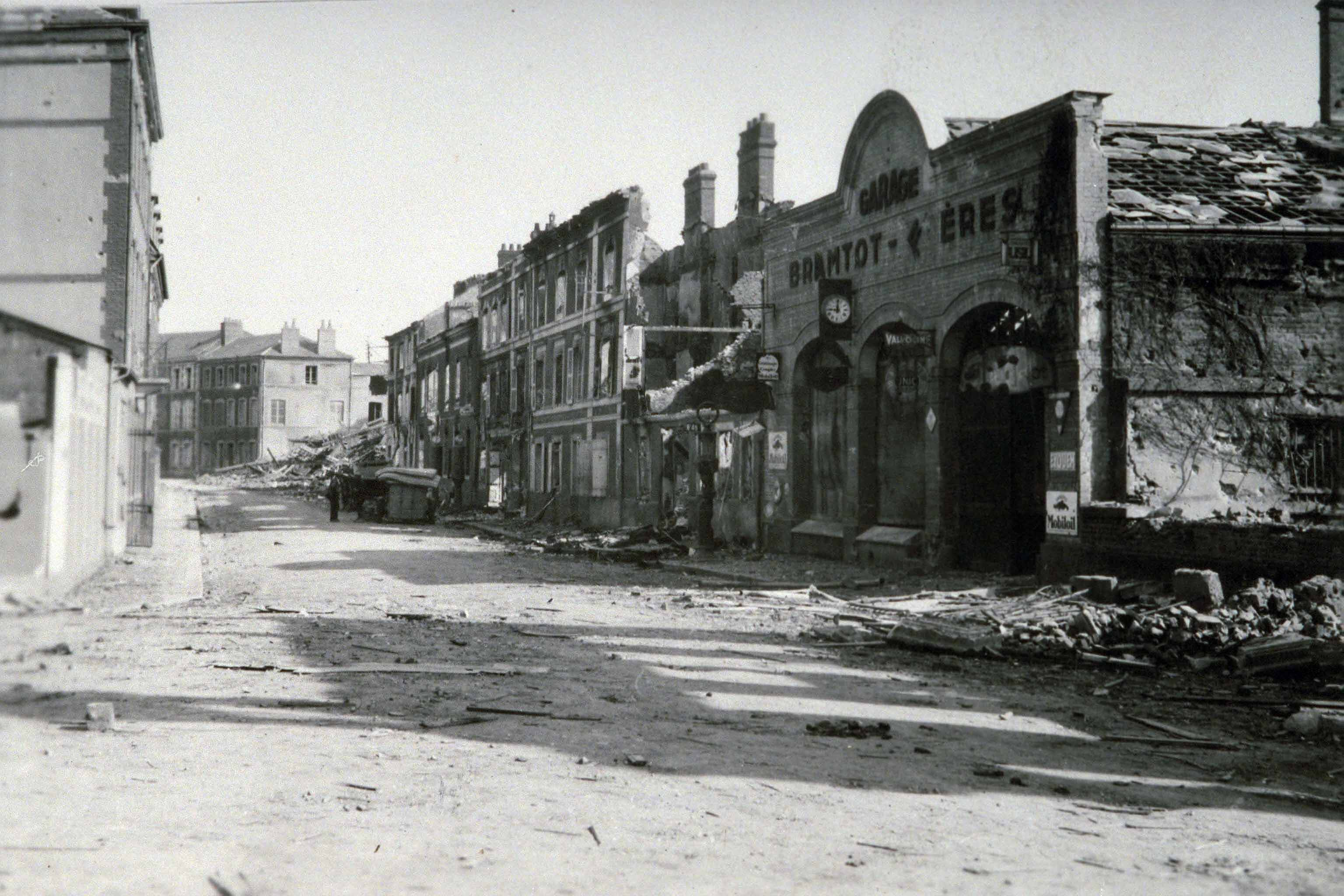
Boulevard Sainte-Anne.
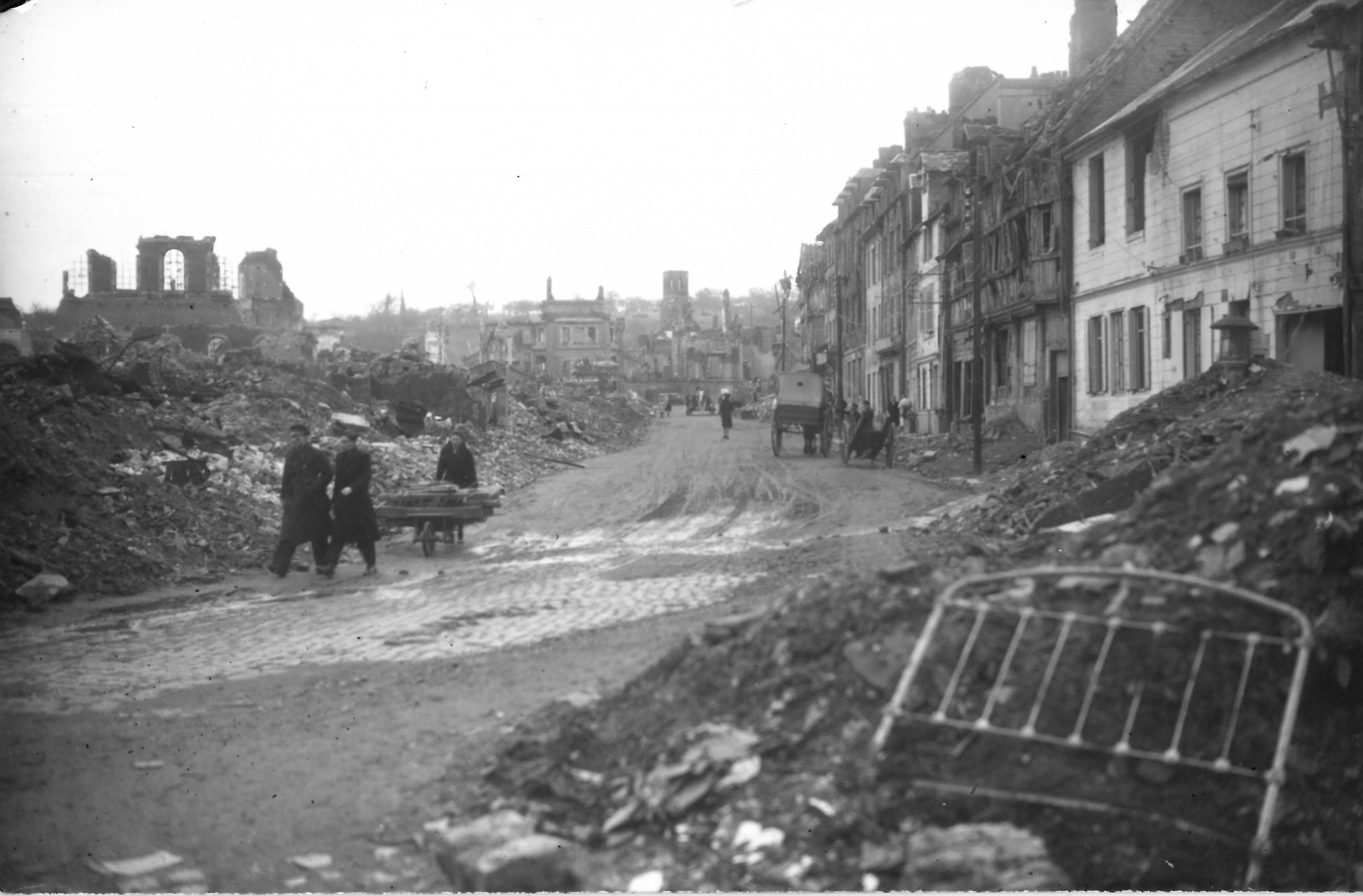
Route de Caen.

### Découvertes archéologiques

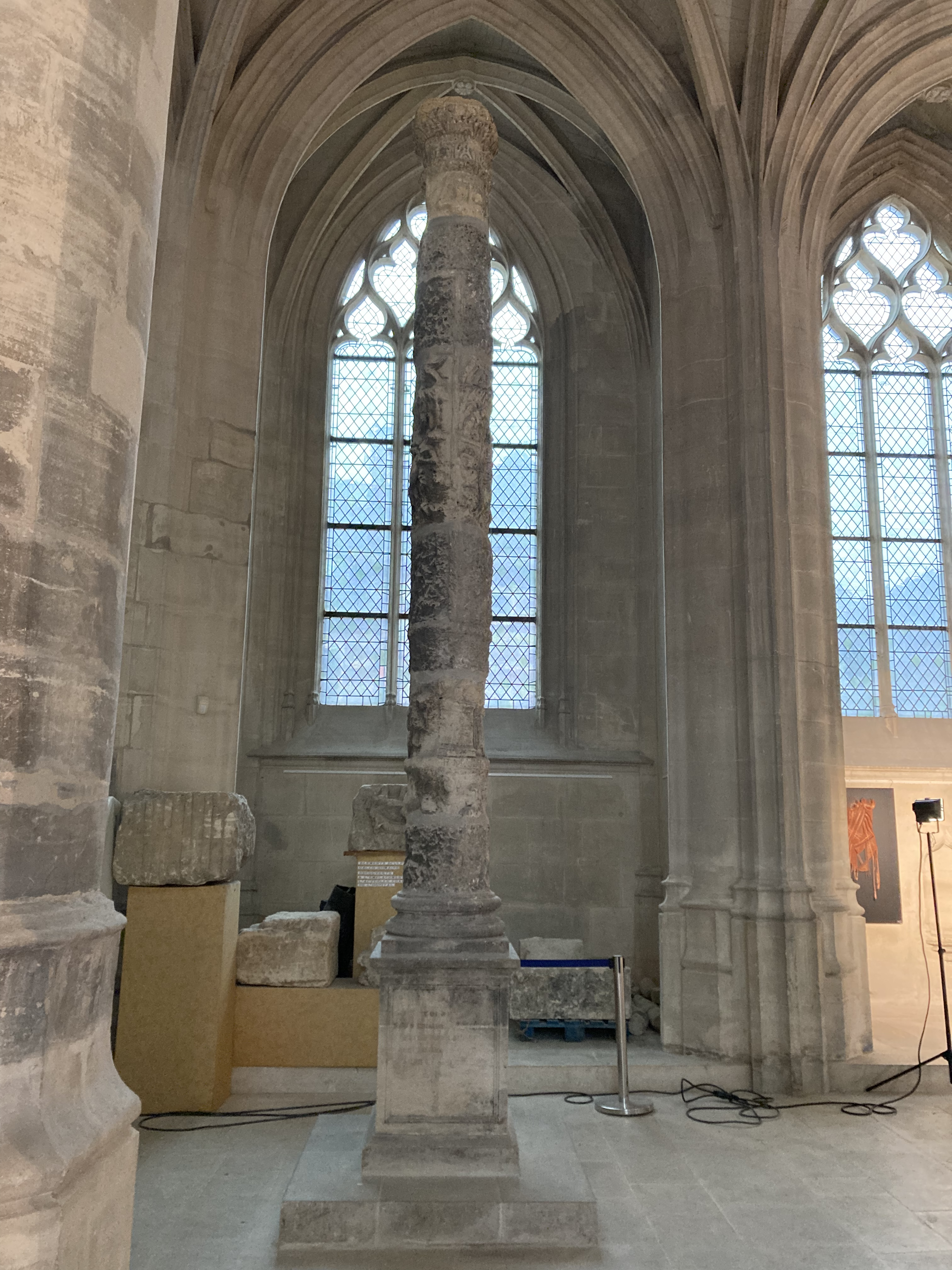
Colonne votive dans l'église Saint-Jacques.

Les premiers éléments découverts à Lisieux pour le Bas-Empire romain et le Haut Moyen Âge datent des fouilles après-guerre, mais les 70 cercueils en pierre de l'époque mérovingienne exhumés sont détruits. Les délimitations du cimetière sont pour le sud la chapelle Saint-Aignan, à l'est l'Orbiquet, au nord le port antique et à l'ouest des éléments gallo-romains probablement déjà abandonnés dès la fin de l'Antiquité.
À l'intérieur de la délimitation du castrum, trois tambours de colonnes avec des reliefs appartenant à la colonne votive de Lisieux sont découverts en 1947. Ils sont découverts en mauvais état, mais François Cottin tente une reconstitution de la colonne. Ces découvertes sont faîtes près de l'église Saint-Jacques et de la rue aux Fèvres. Deux tambours sont composés de calcaire corallien issus des carrières de Catumagus. Le premier tambour fait 76 cm de hauteur avec un diamètre de 37 cm. Le second tambour fait quant à lui 98 cm de hauteur avec un diamètre de 45 cm. Le chapiteau d'ordre corinthien est composé quant à lui d'un matériel plus tendre l'oolithe pour réaliser des feuilles d'acanthe avec une hauteur de 73 cm pour un diamètre de 44 cm. Une statue se situait peut être au sommet de la colonne. Pour Georges Huard, un autre fragment aura déjà été trouvé en 1618 ou 1619.
À la fin des années 1970 et au début des années 1980, deux campagnes de fouilles sont organisées. La première se déroule en 1978-1979, elle concerne un habitat privé. La seconde se passe entre 1978 et 1982, elle met au jour un édifice thermal.

#### Ouvrages généraux
- Florence Delacampagne, Carte archéologique de la Gaule, 14. Le Calvados, Paris, Maison Des Sciences De L'Homme, 1990, 166 p. (ISBN 2-87754-011-1). .
- Elisabeth Deniaux, Claude Lorren, Pierre Bauduin et Thomas Jarry, La Normandie avant les Normands, de la conquête romaine à l'arrivée des Vikings, Rennes, Ouest-France, 2002, 448 p. (ISBN 2737311179). .

#### Ouvrages et articles sur la cité
- François Cottin, « Noviomagus Lexioviorum des temps les plus anciens à la fin de l'époque romaine », Bulletin de la Société des antiquaires de Normandie, vol. LIII, nos 1955-1956,‎ 1957, p. 169-196. .
- François Cottin, Noviomagus Lexoviorum, Lisieux, 1957.
- R. Doranto, « Les limites de la civitas de Lexovii », Bulletins S.N.E.P., t. 27,‎ 1930, p. 139-166.
- Raymond Lantier, « Découvertes archéologiques à Lisieux (Calvados) », Comptes rendus des séances de l'Académie des Inscriptions et Belles-Lettres, no 103,‎ 1959, p. 338-346 (lire en ligne, consulté le 17 mars 2024). .
- Claude Lemaître, « Lisieux dans l'Antiquité », Art de Basse-Normandie, nos 89-90-91,‎ 1984-1985, p. 12-29. .
- Bernard Mandy et Christian Pilet, Lisieux avant l'an mil : Essai de reconstitution, Lisieux, Ville de Lisieux, 1994, 136 p. (ISBN 2-9508063-1-7). .
- Antoine Mongez, « Mémoire sur la véritable situation de Noviomagus Lexoviorum, ville de la seconde Lyonnaise », Mémoires de l'Institut de France, no 5,‎ 1821, p. 72-76 (lire en ligne, consulté le 17 mars 2024).

#### Autres
- Armelle Alduc-Lebagousse et D. Paillard, « Présence militaire et influences germaniques en Normandie à la fin du IVe siècle et les témoins familiaux à Lisieux (Calvados, France) », dans Jaroslav Tejral (cs), Ch. Pilet et Michel Kazanski (en), L'Occident romain et l'Europe Centrale à l'époque des grandes migrations (Brno, 1999), Institut d'Archéologie de l'Académie des Sciences de la République Tchèque, 1999, p. 25-34.
- R. Caillaud et E. Lagnel, « Un four de potier gallo-romain à Lisieux », Annales de Normandie, t. 15, no 3,‎ 1965, p. 233-251.
- François Cottin, « Aqueducs et égoûts à Lisieux », Bulletins S.A.N., t. 55,‎ 1958, p. 466-475.
- R. Doranto, « Les voies de la civitas de Lexovii », Bulletins S.N.E.P.,‎ 1937, p. 145-200.
- Patrice Lajoye, Religions et cultes à Lisieux (Normandie) dans l'Antiquité et au haut Moyen Âge (Ier siècle av. J.-C. au VIIe siècle apr. J.-C.), 2012. .
- Patrice Lajoye, Le culte de Mercure dans la cité des Lexovii, 8 p..
- Philippe Lannier, « Les voies de communication antiques de la cité des Lexovii », Annales de Normandie, no 3,‎ 1985, p. 207-227 (lire en ligne, consulté le 17 mars 2024).
- Amélie Marie, Des indices pour l’artisanat du verre à Noviomagus Lexoviorum (Lisieux, Calvados), 2017, 4 p..